# Прокопије Љапунов
Прокопије Петрович Љапунов (убијен 22. јула 1611) био је руски војсковођа из Времена Смутње.

## Живот и дело

### Устанак Болотњикова
Рјазањски племић Прокопије Љапунов први пут се помиње у историји 1584. као војсковођа и један од противника Бориса Годунова. Био је један од првих присталица Лажног Димитрија, па је након његове смрти побунио рјазанску властелу против Василија Шујског и придружио се устанку Болотњикова. Током опсаде Москве 1606. примио је понуђену амнестију и прешао на цареву страну, делом из рачуна, а делом и због агитације патријарха Хермогена против устаника.

### Завера против Василија Шујског
Унапређен у звање бољара, борио се против Тушинског Разбојника и пољских освајача као један од главних војсковођа цара Василија и војвода Рјазања. Предлагао је Михаилу Скопин-Шујском да се прогласи за цара, а након његове смрти у пролеће 1610. раширио је причу да је отрован по царевом наређењу. Након битке код Клушина учествовао је у бољарској завери која је збацила Василија Шујског 27. јула 1610. и понудила круну пољском краљевићу Владиславу.

### Окупација Москве
У јесен 1610, Бољарска дума, затворена са пољским гарнизоном у Москви, слала је наређења свим градовима да положе заклетву новом цару Владиславу. Патријарх Хермоген подржао је кандидатуру краљевића Владислава под условом да пређе у православну веру, али је у децембру сазнао за неуспех преговора под Смоленском, и слабо прикривене намере краља Жигмунда да припоји Русију Пољској и преведе је у католицизам. Не обазирући се на претње бољара и Пољака, патријарх Хермоген је у децембру 1610. из Москве бацио анатему на краља Жигмунда и принца Владислава, и разаслао писма по свим градовима Русије, ослобађајући их од заклетве цару Владиславу и позивајући их на устанак за одбрану отаџбине и православне вере. Одмах је бачен у тамницу, где је убрзо умро.

### Прва народна војска
У време окупације Москве, Љапунов је бранио Рјазањ од Тушинског Разбојника и Пољака у његовој служби. На патријархов позив, Љапунов је већ у јануару 1611. подигао племиће и грађане на оружје против краља Жигмунда, и објавио позив свим Русима за ослобођење Москве од пољске окупације. Смрт Лажног Димитрија II у децембру 1610. олакшала је уједињење руских снага. Помоћ је дошла из Зарајска (под војводом Дмитријем Пожарским) и Нижњег Новгорода, па чаки и из Калуге - од бивших присталица Тушинског Разбојника и козака (под командом кнеза Дмитрија Трубецког и атамана Ивана Заруцког). Руска војска, названа "Народном милицијом" (рус. Народное (земское) ополчение), кренула је у марту 1610. на Москву.

### Опсада Москве и смрт
Први одреди Народне војске, на челу са Димитријем Пожарским, стигли су под Москву 19. марта 1610.: у граду је зазвонило на узбуну и грађани су скочили на оружје. Пољски гарнизон запалио је град и побио 6.000-7.000 устаника, док је Пожарски тешко рањен. Главнина Народне војске стигла је под спаљену Москву 27. марта, натеравши малобројни пољски гарнизон да се затвори у Кремљ. Иако веома бројна, Народна војска није имала довољно топова и муниције да заузме тврђаву на јуриш, док за опсаду није било довољно хране. Уз то, војска се састојала из три дела: провинцијски племићи слушали су Љапунова, бивши Тушинци кнеза Трубецког, а козаци атамана Заруцког. Под зидинама Кремља Љапунов је сазвао Земски сабор, од представника бољара, козака и ситне властеле из целе војске. Ту се испољило непријатељство између слободних козака и властеле, која је тражила завођење реда и дисциплине у војсци. То су искористили Пољаци да побуне козаке против Љапунова, који је убијен у козачком логору 22. јула 1611. У исто време, патријарх Хермоген умро је у заточеништву, и већина властеле разишла се кућама.

### У руској култури
Прокопије Љапунов је епизодни лик у совјетском филму "Мињин и Пожарски" из 1939.